# Династија Западни Хан
Како се династија Ћин урушила под притиском војних побуна и устанака сељака, човек скромног порекла Лију Банг постао је вођа мале групе војника и постепено освајао подручја. С временом, његове снаге су прерасле у војску и следиле су нове победе.
Године 206. п. н. е., Лију се назвао краљем (ванг) Хана, једне од држава у Ћин царству. До 202. године п. н. е. елиминисао је све ривале и сви припадници династије Ћин били су мртви. Позната је његова изјава; „Цео свет је мој!“, иако је тадашње царство имало тек пола граница данашње Кине. Затим се прогласио царем и присвојио царску титулу Гао-цу. Његова супруга је била Царица Ли Ши. Лију је покорио високо централизовано царство, мало је олабавио састав, и поделио је царство на принципате, којима су владали чланови његове породице или војни заповедници који су му били изузетно привржени. Тако су постављени услови за повратак на феудализам, али Лију, и владари који су га следили, помоћу саветника који су били искључиво подређени цару, проверавали су сваку провинцију и управник. Тако се очувала централна власт током династије. Престоница му је била на реци Веј, Чанг'ан (данашњи Си'ан) који у преводу значи „вечни мир“. Гаоцу је прихватио начела конфучионизма, а та су, да је сврха власти служити онима којима се влада, и да цар пружа добар, позитиван пример, уместо страшан и строг.
Након Гаоцуа било је пет владара док на престо није дошао Цар Ву из династије Хан (Ву-ти) који је владао од 141. до 87. п. н. е. Његова владавина је једна од најславнијих у кинеској историји. Посебну је пажњу полагао у уметности владања. Моћ локалних управитеља расла је током година, али Ву Ти је радио на рецентрализацији власти. Тако је уместо чиновника наслеђених из Ћин династије, који су постављани на положаје по рођењу, следећи Конфучионизам, чиновници су бирани по њиховим способностима, тј. квалификацијама. Писмени испити су били усвојени као мерило одређивања најквалификованих особа. У главом граду је основана школа за обуку владиних часника, а административна бирократија је била систематизована.
Иако је особно био заинтересован за магичну страну таоизма, Ву Ти је Конфучионизам одлучио и даље оставити за главну религију и филозофију, тако што је подстакао на проучавање пет класика Конфучионизма (Шујинг - књига историје, Шијинг - књига поезије, Јиџинг - књига промена, Лиџи - књига одрживости, и Чунксу - пролећетни и јесењи анали) на којима се темељило учење Конфучионизма. У покушају да спроведу једну идеологију за цело царство, Ханови су преузели идеје многих идеолошких школа и уклопили их у Конфучионизам.
Трговина је цвала у време Ву Тија. Унутрашња трговина се проширила у дуготрајном миру који је владао у земљи, нижи порези и смањење моћи локалних моћника. Ву Тиови министри су одржавали цене константним, тако да су куповали пшеницу и кухињско уље када су цене биле ниске и затим их пласирали на тржиште кад би понестало тих намирница за време суше, или слабог рода. Канали су се копали и градиле су се путеви. Земља је била богатија и снажнија, фарме су биле просперитетне, а градови су расли у величини и броју становника.
Већ почетком своје владавине, Ву Ти је хтео проширити границе царства. На северозападу, номадско племе планинских ратника је дуже време терорисало северозападну Кину. Ву Ти је послао неколико војних експедиција у то подручје, формирао је савез с средњо-азијским племенима, и сломио моћ Xионгну. Кад је северозапад био осигуран, Ву Ти се почео ширити на североисток, покоривши Манџурију и већи део данашње Кореје. Припојио је територије јужно од реке Јангцекјанг, као и Анам, у северном Вијетнаму. Покоривши оно што је данас провинција Јунан, отворио је пут за Бурму и Индију. Најзанимљивија Ву Тиова освајања су она у централној Азији. Ставивши под контролу територије у Фергхани (данашњи Узбекистан) и долину реке Џаxерт (звану Сyр Дарја река, данашњи Казахстан), толико даље од данашњих граница Кине, Ву Тиове трупе су отвориле Пут свиле, дугачак 6500 км, повезујући Чанг'ан и Рим. Пут свиле је омогућио Кини да тргује с државама Персијског залива, и источним Медитераном.
До његове смрти, 87. п. н. е., Ву Тиово царство је било велико попут Римског царства које ће настати неколико деценија касније под Јулијем Цезаром. Међутим, Ву Тиова освајања имала су и ефекат пражњења државне касе, оштрог повећања пореза и повећана државна контрола економије. Иако су ове мере биле накратко делотворне, на дуге стазе су слабиле династију.
Ву Тиови наследници су неко време успели очувати царство, али три слаба владара су на крају омогућила царском регенту Ванг Мангу (8.-23. год.) (Династија Сјин)да концентрише сву моћ у своје руке.

### Списак владара династије Западни Хан
| Постхумно име | Храмовно име                   | Лично име                        | Владарско име | Период владавине |
| --- | ------------------------------ | -------------------------------- | --- | --- |
| Конвенција за навођење: (скраћено) постхумно име. Има пар изузетака.1 |                                |                                  | | |
| Цар Гао 高皇帝 (Gāohuángdì) | Гао-цу 高祖 (Hàn Gāozǔ)2       | Лију Банг 刘邦 (Liú Bāng)        | 206.-195. п. н. е. | 206.-195. п. н. е. |
| Цар Сјао-хуи 孝惠皇帝 (Xiàohuì huángdì) | нема                           | Лију Јинг 刘盈 (Liú Yíng)        | 195.-188. п. н. е. | 195.-188. п. н. е. |
| Цар Шао I 前少帝 (Qián Shàodì) | нема                           | Лију Гунг 刘恭 (Liú Gōng)        | 188.-184. п. н. е. | 188.-184. п. н. е. |
| Цар Шао II 后少帝 (Hòu Shàodì) | нема                           | Лију Хунг 刘弘 (Liú Hóng)        | 184-180 п. н. е. | 184-180 п. н. е. |
| Цар Сјао-вен 孝文皇帝 (Xiàowén huángdì) | Таи-цунг 太宗 (Hàn Tàizōng)    | Лију Хенг 刘恒 (Liú Héng)        | Ћијен-јуен (前元) Хоу-јуен (后元) | 180.-163. п. н. е. 163.-157. п. н. е. |
| Цар Сјао-ђинг 孝景皇帝 (Xiàojǐng huángdì) | нема                           | Лију Ћи 刘启 (Liú Qǐ)            | Ћијен-јуен (前元) Џунг-јуен (中元) Хоу-јуен (后元) | 156.-149. п. н. е. 149-143 п. н. е. 143.-141. п. н. е. |
| Цар Сјао-ву 孝武皇帝 (Xiàowǔ huángdì) | Ш’-цунг 世宗 (Hàn Shìzōng)     | Лију Ч’ 刘彻 (Liú Chè)           | Ђијен-јуен (建元) Јуен-гуанг (元光) Јуен-шуо (元朔) Јуен-шоу (元狩) Јуен-динг (元鼎) Јуен-фенг (元封) Таи-чу (太初) Тјен-хан (天汉) Таи-ш’ (太始) Џенг-х’ (征和) Хоу-јуен (后元) | 140.-135. п. н. е. 135.-129. п. н. е. 129.-123. п. н. е. 123.-117. п. н. е. 117.-111. п. н. е. 111.-105. п. н. е. 105.-101. п. н. е. 101.-97. п. н. е. 97.-93. п. н. е. 93.-89. п. н. е. 89.-87. п. н. е. |
| Цар Сјао-џао 孝昭皇帝 (Xiàozhāo huángdì) | нема                           | Лију Фу-линг 刘弗陵 (Liú Fúlíng) | Ш’-јуен (始元) Јуен-фенг (元凤) Јуен-пинг (元平) | 86.-80. п. н. е. 80.-75. п. н. е. 75.-74. п. н. е. |
| нема | нема                           | Лију Х’ 刘贺 (Liú Hè)            | Јуен-пинг (元平)3 | 74. п. н. е. |
| Цар Сјао-сјуен 孝宣皇帝 (Xiàoxuān huángdì) | Џунг-цунг 中宗 (Hàn Zhōngzōng) | Лију Сјин 刘询 (Liú Xún)         | Бен-ш’ (本始) Ди-ђије (地节) Јуен-канг (元康) Шен-ђије (神爵) Ву-фенг (五凤) Ган-лу (甘露) Хуанг-лунг (黄龙)                                                                     | 73.-70. п. н. е. 70.-66. п. н. е. 66.-61. п. н. е. 61.-58. п. н. е. 58.-54. п. н. е. 54.-50. п. н. е. 50.-49. п. н. е.                                                                                    |
| Цар Сјао-јуен 孝元皇帝 (Xiàoyuán huángdì) | нема                           | Лију Ш’ 刘奭 (Liú Shì)           | Чу-јуен (初元) Јунг-гуанг (永光) Ђијен-џао (建昭) Ђинг-нинг (竟宁) | 48.-44. п. н. е. 44.-39. п. н. е. 39.-34. п. н. е. 34.-33. п. н. е. |
| Цар Сјао-ченг 孝成皇帝 (Xiàochéng huángdì) | нема                           | Лију Ао 刘骜 (Liú Ào)            | Ђијен-ш’ (建始) Х’-пинг (河平) Јанг-шуо (阳朔) Хунг-ђија (鸿嘉) Јунг-ш’ (永始) Јуен-јен (元延) Суи-х’ (绥和)                                                                     | 32.-28. п. н. е. 28.-25. п. н. е. 25.-21. п. н. е. 21-17. п. н. е. 17.-13. п. н. е. 13-9. п. н. е. 9.-7. п. н. е.                                                                                         |
| Цар Сјао-аи 孝哀皇帝 (Xiào’āi huángdì) | нема                           | Лију Сјин 刘欣 (Liú Xīn)         | Ђијен-пинг (建平) Јуен-шоу (元寿) | 6-3. п. н. е. 3.-1. п. н. е. |
| Цар Сјао-пинг 孝平皇帝 (Xiàopíng huángdì) | нема                           | Лију Кан 刘衎 (Liú Kàn)          | Јуен-ш’ (元始) | 1.-5. |
| Цар Жу-ц’ 孺子皇帝 (Rúzǐ huángdì) | нема                           | Лију Јинг 刘婴 (Liú Yīng)        | Ђи-ш’ (居摄) Чу-ш’ (初始) | 6.-8. 8. |
| 1. Постхумна имена свих владара ове династије, осим Гао-цуа, Гуанг-вуа и четири Шаоа садрже карактер сјао (xiào, 孝) који значи синовља оданост. У навођењу имена владара овај се карактер обично изоставља.                                  |                                |                                  | | |
| 2. У Историјским записима С’-ма Ћијена забележено је да је храмовно име овог цара било Гао-цу (高祖), те је од тог периода је постало уобичајено да се наводи под тим именом. Међутим, његово право храмовно име је било Таи-цу (Tàizǔ, 太祖) |                                |                                  | | |
| 3. Лију Х’ је био принц од Чанг-јиа који је провео само 27 дана на кинеском престолу. |                                |                                  | | |